# Escudo de Alaraz

Escudo municipal.

El escudo municipal adoptado por el Ayuntamiento de Alaraz (Salamanca) y aprobado por Resolución de la Diputación Provincial de Salamanca en Sesión Ordinaria de la Comisión de Gobierno celebrada el 17 de
noviembre de 1995 responde a la siguiente descripción:

Escudo cortado. Primero de Gules con un monte de plata sumado de una cruz llana de oro: en punta, un creciente de plata. Segundo, jaquelado de ocho puntos de plata y siete de azur. Timbrado de la Corona Real Española.